# Notizentechnik
Die Notizentechnik (auch Notation, Notationstechnik, Notiertechnik oder Notizennahme) kommt beim Konsekutivdolmetschen zum Einsatz. Es handelt sich dabei um ein in hohem Maße individualisiertes Verfahren, das dazu dient, den Inhalt einer zu dolmetschenden Aussage zum Zweck der Wiedergabe in der Zielsprache schriftlich festzuhalten.

## Allgemeine Grundlagen

### Arbeitsmittel
Normalerweise wird mit einem Blanko-Notizblock gearbeitet, der nicht größer als DIN A5 ist. Ringblöcke erleichtern dabei das schnelle Umblättern. Meist wird nur auf der Vorderseite der Blätter notiert, um den Block während des Vortrags nicht umständlich drehen und wenden zu müssen. Das Schreibgerät muss robust sein und sich in jeder Körperhaltung (stehend, sitzend, liegend) verwenden lassen, z. B. ein Bleistift, auch ein Ersatz sollte parat gehalten werden. Auch digitale Notizen sind möglich, beispielsweise auf einem Tablet.

### Vorbereitung
Zur Vorbereitung wird der Block häufig vor dem Dolmetschen strukturiert. Senkrechte Trennstriche begrenzen mehrere Spalten für die in der Regel vertikal orientierte Notation. Durch weitere Trennstriche markierte Ränder können dazu dienen Satzart, Sprachrichtung, Agens eines Satzes oder ähnliche Zusatzinformationen zu vermerken.

### Notation/Notizennahme
Dolmetschernotizen sind eine Gedächtnisstütze, kein Stenografie-System. Entscheidend ist der Inhalt einschließlich für die Situation wichtiger Konnotationen, nicht die exakte Formulierung. Die Notizen dienen dazu 1) Hauptideen, Beziehungen zwischen diesen Ideen und die Struktur der Rede zu erfassen sowie 2) Details, die nur schlecht im Kurzzeitgedächtnis zu speichern sind, festzuhalten (Zahlen, Namen etc.).
Zu den Referenzwerken zur konkreten Ausführung der Notizen gehören das zweibändige „Handbuch der Notizentechnik für Dolmetscher“ von Heinz Matyssek und Jean-François Rozans „La Prise de Notes en Interprétation Consécutive“.
Die Ansätze für eine „ideale“ Notizentechnik sind unterschiedlich, es gibt jedoch einige weitestgehend anerkannte Grundprinzipien:
- Angestrebt wird ein möglichst sprachneutrales Notieren. Dies kann mit Hilfe von individuellen Symbolen und Abkürzungen erreicht werden. Dabei geht es nicht um das Ersetzen jedes Wortes durch ein Symbol, sondern vielmehr um die Schaffung eines universell einsetzbaren und flexiblen Zeichensystems, das sich aus relativ wenigen Komponenten zusammensetzt. Einfache geometrische Figuren können somit Sammelsymbol für ganze Redeteile werden. Ein einfaches Beispiel hierfür ist  der sogenannte „Smiley“, der schon in der Alltagskommunikation häufig Verwendung findet. Ein einfacher Kreis mit Punkten und Strichen kann ein ganzes Redekonzept zusammenfassen. Ein lächelnder Smiley z. B. kann bei der Notation für eine ganze Abfolge von Phrasen zum Ausdruck der Freude, Begrüßung oder Danksagung stehen.
- Die Notizzeichen können nicht nur durch den jeweils eigenen Inhalt, sondern auch durch ihre Position (im Verhältnis zum Notizblatt und zu anderen Notizzeichen) und relative Größe Informationen speichern. Sie können sich aufeinander stützen, ineinander verschachtelt sein und durch Größenverhältnisse Prioritäten oder Hierarchien abbilden. Legt man die "von links nach rechts"-Konvention zu Grunde, die auch unsere Schriftsprache beherrscht, dann kann in Analogie dazu ein (gedachter) Zeitstrahl ein schnelles zeitliches Einordnen des Notierten ermöglichen: Blickt ein "Smiley" nach rechts, also in die Zukunft, steht er entsprechend für Vorfreude oder Optimismus.
- Bei der Notation sollte auf Ordnung Wert gelegt werden, um Informationen korrekt festhalten und wiedergeben zu können. Ein wichtiges Ordnungsprinzip ist das „abgestufte Notieren“: Wichtigere Informationen (A-Informationen) werden weiter oben oder vorne, weniger wichtige (B-Informationen) abgestuft nach unten bzw. hinten notiert. Besonders wichtig für die logische Ordnung des Gesagten  sind Konnektoren wie „aber, dennoch, ob, deshalb, durch“ usw. Für diese ist ein jeweils eigenes Symbol fast zwingend erforderlich. Um das Notierte noch besser zu strukturieren, können zusätzlich zwischen den einzelnen Sinneinheiten kleine waagerechte Trennstriche gezogen werden. Nach dem Ende des zu verdolmetschenden Teilstücks einer Rede kann ein längerer waagerechter Strich Ordnung schaffen. Notationsbeispiel: siehe Weblinks.
- Redundanz ist zu vermeiden, um Zeit zu sparen. Auf schon Notiertes kann mit Pfeilen Bezug genommen werden. Dient das Wiederholen von Informationen nicht einem bestimmten Zweck, kann diese Passage beim Dolmetschen übergangen werden. Redundante Redeteile gehören häufig in die Gruppe der C-Informationen, die nur ausschmückenden Charakter haben bzw. für die Kommunikation uninteressant oder irrelevant sind.

Beispiel zum nebenstehenden Bild

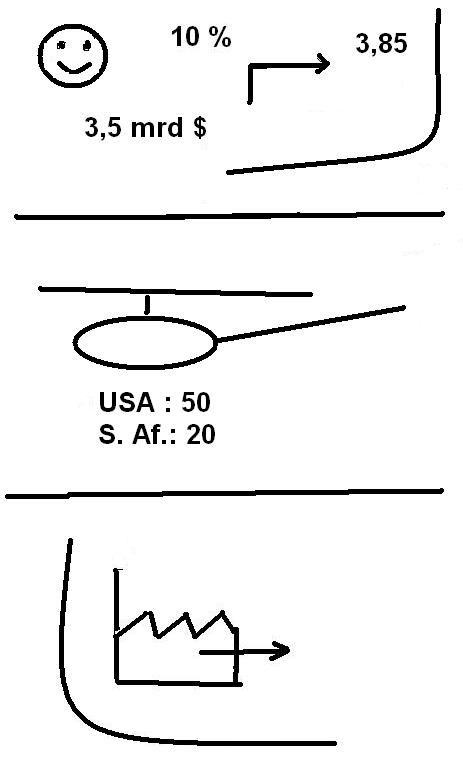
Beispiel

„Wir freuen uns, Ihnen mitteilen zu können, dass der Umsatz um 10 % von $3,5 Mrd. auf 3,85 gestiegen ist. Dies ist auf umfangreiche Hubschrauberverkäufe zurückzuführen. Die USA haben 50 und Südafrika 20 Stück gekauft. Als Gegenleistung müssen wir einen Teil der Produktion ins Ausland verlagern.“